# Gerard Pokruszyński
Gerard Sławomir Pokruszyński (ur. 1959 w Warszawie) – polski dyplomata, konsul generalny w Mediolanie (1993–1999), Malmö (2004–2007) i Katanii (2007–2009), ambasador RP w Islandii (2017–2024).

## Życiorys
Absolwent Instytutu Profilaktyki Społecznej i Resocjalizacji na Uniwersytecie Warszawskim i Uniwersytecie w Lund oraz studiów podyplomowych w Centrum Europejskim UW i studiów dyplomatycznych na Uniwersytecie Florenckim. W 2001 na Akademii Obrony Narodowej obronił doktorat z zakresu nauk wojskowych na podstawie pracy Interwencje militarne w politykach bezpieczeństwa (promotor: Tadeusz Jemioło).
Był pracownikiem naukowo-dydaktycznym w Instytucie Nauk Ekonomiczno-Społecznych Politechniki Warszawskiej. W Ministerstwie Spraw Zagranicznych od 1991. W 2000 został urzędnikiem służby cywilnej. W MSZ pełnił m.in. funkcje dyrektora w Departamencie Promocji MSZ, radcy w Departamencie Strategii i Planowania Polityki Zagranicznej, w Departamencie Współpracy z Polonią, radcy-ministra w Ambasadzie RP w Kijowie (2011–2015), dyrektora Sekretariatu Ministra (2015–2017), dyrektora Departamentu Wschodniego (2017). Był również dyrektorem Departamentu Spraw Zagranicznych w Kancelarii Prezesa Rady Ministrów (2000). Pracował jako radca w Stałym Przedstawicielstwie RP przy OECD w Paryżu (2001–2002). Był konsulem generalnym w Mediolanie (1993–1999), Malmö (2004–2007), Katanii (2007–2009). Od grudnia 2017 do lipca 2024 był ambasadorem w Islandii. 
Posługuje się językami: angielskim, włoskim, szwedzkim, francuskim i rosyjskim. W 1993 ożenił się z Włoszką Margheritą Bacigalupo.
Oskarżany przez pracowników placówki w Reykjaviku o mobbing i homofobię.